# 氷川竜介
氷川 竜介（ひかわ りゅうすけ、本名：中谷 達也〈なかたに たつや〉、1958年〈昭和33年〉2月15日 - ）は、日本のアニメ・特撮研究家。ZEN大学知能情報社会学部教授、明治大学大学院国際日本学研究科特任教授、アニメ特撮アーカイブ機構副理事長。日本SF作家クラブ会員。
1977年に『月刊OUT』「宇宙戦艦ヤマト特集」でデビューし、黎明期のアニメ特撮出版、レコードに関わる。IT系企業で通信機器開発に携わり、国際標準化活動の経験あり。文化庁メディア芸術祭審査委員、毎日映画コンクール審査委員などを歴任。文化庁向けに『日本特撮に関する調査報告書』『日本アニメーションガイド ロボットアニメ編』を執筆（共著）。主な編著等：『20年目のザンボット3』（太田出版）、『世紀末アニメ熱論』（キネマ旬報社）、『細田守の世界――希望と奇跡を生むアニメーション』（祥伝社、2015年）、『ジ・アート・オブ・シン・ゴジラ』（カラー）など。

## 来歴

### 生い立ち
1973年、『SFマガジン』てれぽーと欄で、中島紳介を中心したに怪獣映画ファン同士の交流が始まる。そしてそれが「宙（おおぞら）」というファングループの怪獣ファンジン「PUFF」に発展した。1975年の高校在学中に、竹内博主導により結成された特撮研究団体「怪獣倶楽部」に参加する。メンバーには中島紳介、安井ひさし、原口智生、徳木吉春、聖咲奇、西脇博光、金田益実、開田裕治、池田憲章、富沢雅彦などがいた。
1977年の大学在学中に、『宇宙戦艦ヤマト』ファンクラブ「ヤマト・アソシエイション」会長を務めた事がきっかけで、当時のアニメブームを受けて創刊されたばかりのアニメ雑誌の制作スタッフにアルバイトとして参加する。メディアの草創期であり、プロのアニメ専業ライターがおらず、ファン活動を行なっていた者がプロ活動を始める格好の舞台となっていた。みのり書房発行の「月刊OUT」『宇宙戦艦ヤマト』特集号の執筆を手始めに、特撮作品のムック本ではライターとカメラマンを兼任し、一方でキングレコードにも在籍して『機動戦士ガンダム』など、日本サンライズ（現・サンライズ）作品のサウンドトラック等の構成を行う。他にもアニメ雑誌「アニメック」に中谷達也名義での執筆、講談社発行の『機動戦士ガンダム』関連の出版物の編集等を行う。

### 会社員時代
大学卒業後は電機系メーカーに就職し、会社員生活を送る一方で、商用パソコン通信ニフティサーブでアニメジャンルのフォーラムに参加する。ここで「ロト」なるハンドルネームでの書き込みの内容の濃さに注目が集まり、一目置かれる存在となる。これが作家の岡田斗司夫の目に止まり、岡田が講師を務めていた東京大学で講演が実施されるなど、活動を再開するきっかけとなった。その後、1997年に富野由悠季監督のテレビアニメ『無敵超人ザンボット3』にスポットをあてた初の著書『20年目のザンボット3』を氷川竜介名義で刊行して、本格的に業界に復帰した。

### 専業ライターとして

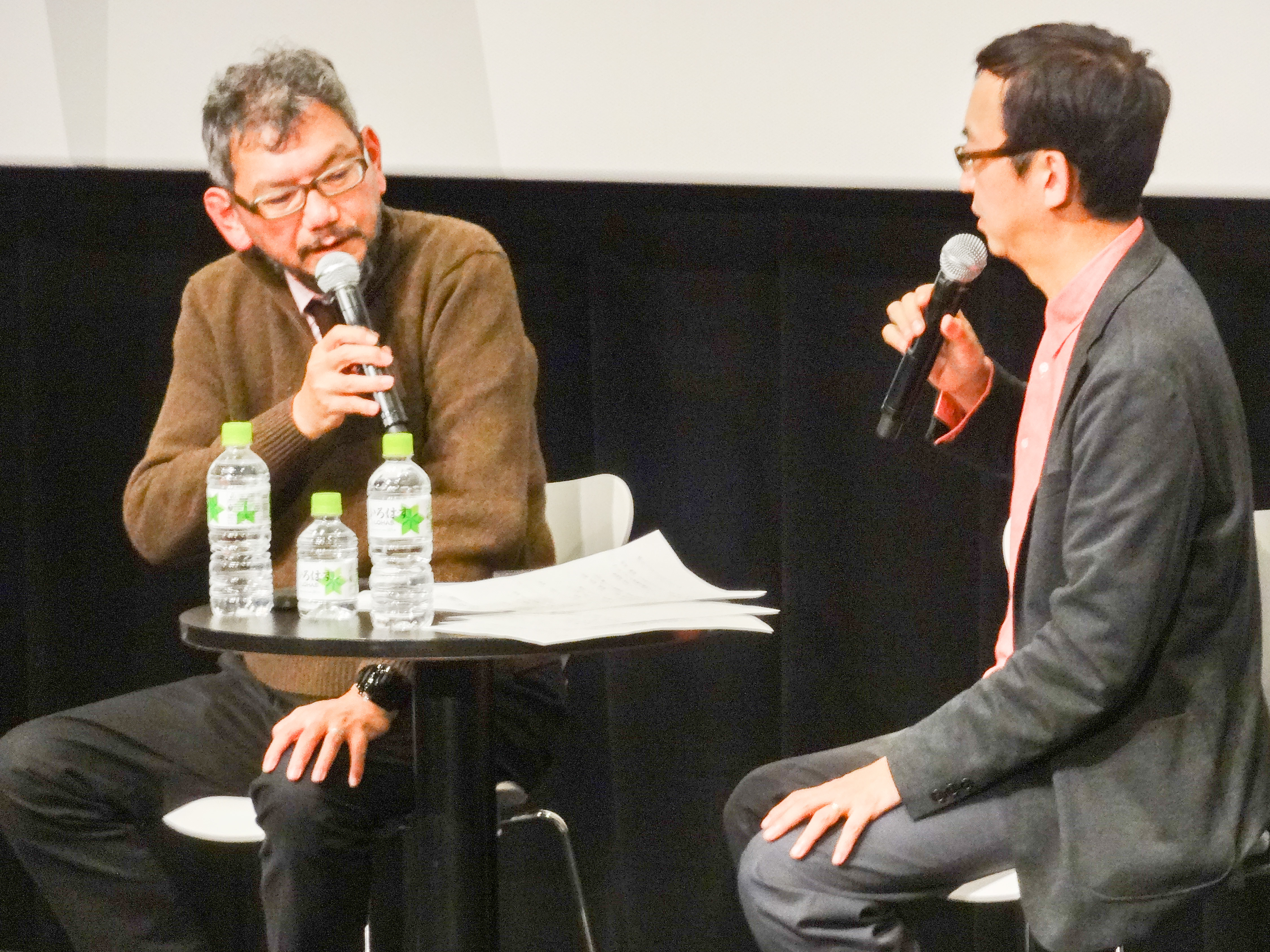
2014年10月30日、第27回東京国際映画祭の「庵野秀明の世界」にて庵野秀明（左）と

2001年にはメーカーを退職し、専業ライターとして、雑誌、ムック本、レーザーディスク、DVDなどの解説書の編集や執筆、単行本を出版するなどして活躍の場を拡げている。2004年から不定期放映されているトーク番組『BSアニメ夜話』ではアニメ制作向けの技術解説を務めている。初登場時には金田伊功作画への思いを語り、最も繰り返し観たOP作品が『銀河旋風ブライガー』だと話している。ラジオ分野にも進出し、2007年9月7日の超!A&G+開局以降、『アニメ文化通信』『超!A&G+ナビ』『アニスキ!』などで、「論説委員」としてアニメ作品の解説を担当している。
2014年には明治大学大学院国際日本学研究科の客員教授に就任した。また、文化庁メディア芸術祭アニメーション部門の審査委員主査や、東京アニメアワードフェスティバルの実行委員、吉祥寺アニメーション映画祭の審査員など、さまざまな役職も務めている。
2017年5月からアニメ特撮アーカイブ機構副理事長。2018年4月からは明治大学大学院国際日本学研究科の特任教授に就任した。2025年に開学したZEN大学においては知能情報社会学部の教授に就任した。

## 著作

### 単著
- 『20年目のザンボット3』太田出版、1997年
- 『アニメ新世紀王道秘伝書』徳間書店、2000年。ISBN 4198612161
- 『世紀末アニメ熱論』キネマ旬報社、2000年。ISBN 4873762340
- 『フィルムとしてのガンダム』太田出版、2002年
- 『サイバーアニメ進化論』IRD工房、2006年。
- 『30年目の氷川竜介』IRD工房、2007年。
- 『時代のキーワード』IRD工房、2009年。
- 『アニメ重箱の隅』IRD工房、2010年。
- 『細田守の世界――希望と奇跡を生むアニメーション』祥伝社、2015年。ISBN 4396615310
- 『日本アニメの革新』角川新書、2023年。ISBN 4040822048
- 『空想映像文化論 怪獣ブームから『宇宙戦艦ヤマト』へ』KADOKAWA、2024年。ISBN 404116091X

### 共著
- 鶴岡法斎編・著『日本オタク大賞』扶桑社、2003年。ISBN 4594039006

### 編纂
- 富野由悠季著、氷川竜介・藤津亮太編『ガンダムの現場から――富野由悠季発言集』キネマ旬報社、2000年。ISBN 4873765374
- 氷川竜介編『ラーゼフォン完全攻略』徳間書店、2003年。ISBN 4198616752
- 氷川竜介・藤津亮太編著『Ζ bible――『機動戦士Ζガンダム-星を継ぐ者-』完全ドキュメント』講談社、2005年。ISBN 4063720411
- 福井晴敏・樋口真嗣著、氷川竜介編『ローレライ、浮上』講談社、2005年。ISBN 4062127504

### 監修、解説、寄稿、等
- 氷川竜介構成・監修『機動戦士ガンダム宇宙世紀』Vol.4 総括編、ラポート、1999年。ISBN 4897993903
- 『True tears memories』学習研究社、2008年。ISBN 9784054038141